# Eurhynchium eustegium
Eurhynchium eustegium là một loài Rêu trong họ Brachytheciaceae. Loài này được (Besch.) Dixon mô tả khoa học đầu tiên năm 1937.